# 小野幌神社
小野幌神社（このっぽろじんじゃ）は、北海道札幌市厚別区の厚別東地区にある神社であり、国道12号に面した小高い場所に位置する。境内に狛犬はないが、本殿の妻壁に、阿吽（あうん）の一対となる獅子の木彫像が取り付けられている。

## 由緒と歴史
小野幌神社は明治の時代、小野幌の密林に設けられた小さな祠（ほこら）に誉田別命を祀ったことをその起源としており、また、小野幌の開拓は1889年（明治22年）に山口県から入植した秋本槌五郎一家の開墾により始まる。徐々に開拓者が集まるようになると、1905年（明治38年）9月20日に誉田別命を祀る神社（「小野幌八幡神社」）が小野幌24番地の2に建立された。その後、現在の神社の敷地が寄附されたことにより、1934年（昭和9年）11月に移転し、現在地に社殿が新築された。1949年（昭和24年）には「大沢神社」（下野幌地区）を合祀し、誉田別命とともに倉稲魂尊を祀るようになる。1984年（昭和59年）1月26日、単立の宗教法人小野幌神社として登録。1988年（昭和63年）9月10日には、小野幌開基百年を記念して、現在ある本殿および社務所が新築され、境内には「小野幌開基百年之碑」が置かれた。

### 小野幌開基百年之碑

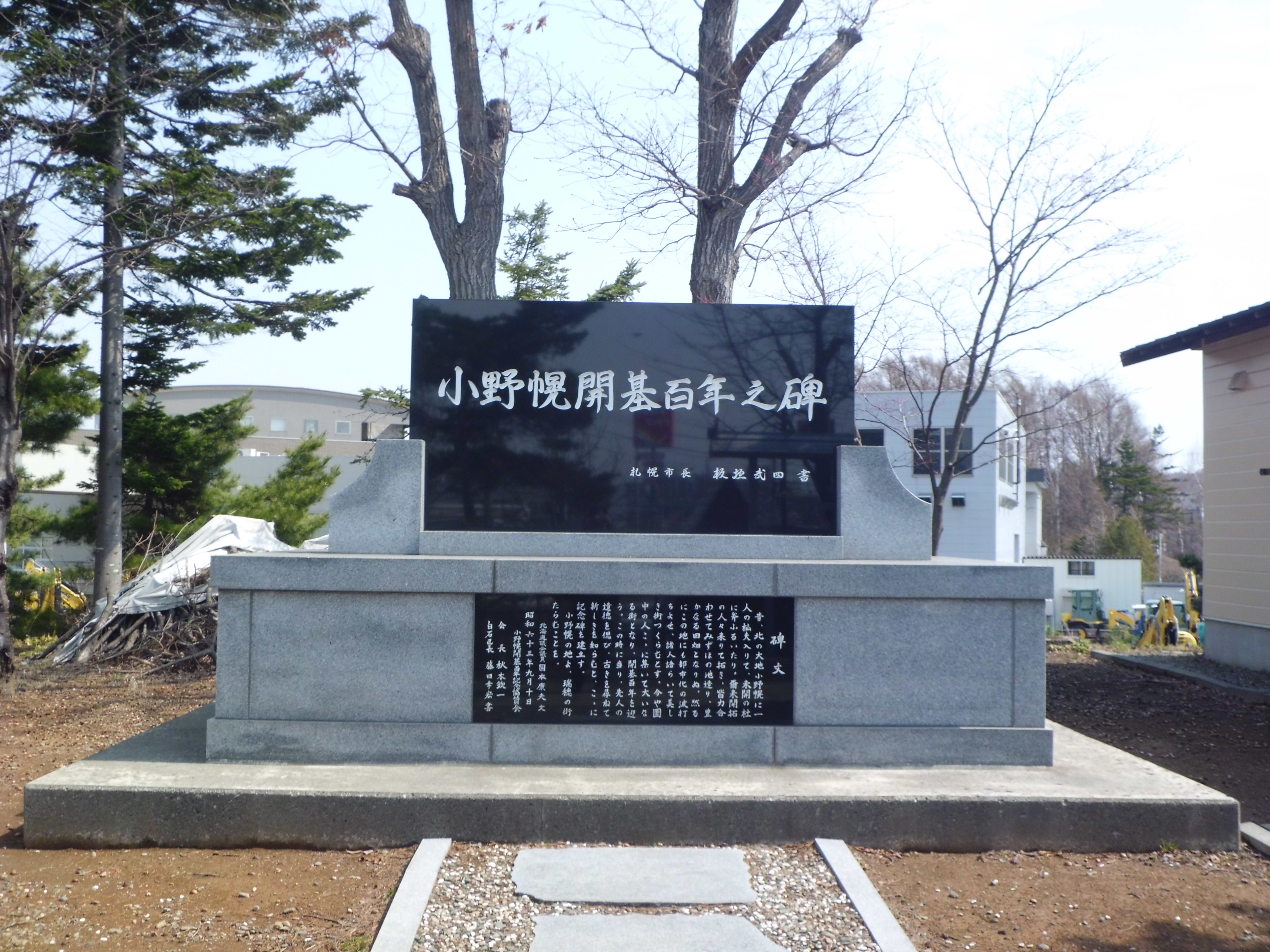
小野幌開基百年之碑

「小野幌開基百年之碑」は、当時の札幌市長であった板垣武四の書（揮毫）によるもので、本殿・社務所と同じく小野幌開基百年を記念して同日、小野幌開基百年記念協賛会により建立された。この石碑の基壇には以下の碑文が記されている。

## 祭神
- 誉田別命（ほむたわけのみこと、ほんだわけのみこと）
- 倉稲魂尊（うかのみたまのみこと）

## 年中行事
- 新年祭 1月1日
- どんど焼 1月15日
- 春季例祭 3月31日
- 秋季例祭 9月10日